# Терсащибулак
Терсащибула́к (каз. Терісащыбұлақ) — село у складі Жуалинського району Жамбильської області Казахстану. Входить до складу Кизиларицького сільського округу.
У радянські часи село називалось Теріс-Ащибулак.
Населення — 345 осіб (2021; 164 у 2009, 177 у 1999, 234 у 1989).